# Lago Unique
O lago Unique é um lago no condado de Madawaska, em New Brunswick, Canadá.
Este lago, um local calmo e de águas serenas, é sobretudo tido como um retiro de verão para a maioria das pessoas que procuram o local para campismo sazonal, embora existam campistas que de caravana vivam nas margens do lago de forma permanente todo o ano.
O lago encontra-se nas coordenadas de 47°19' Norte e 68°44' Oeste
Em julho, a comunidade que habita em redor do lago organiza uma festa de Natal numa das semanas. 
É um local onde os pôres-do-sol são impressionantes, principalmente nos meses de verão.
O maior povoado localizado num raio de 80 quilómetros (50 milhas) de distância do lago é Edmundston, que se encontra a 30 quilómetros (19 milhas).

## Agricultura
Neste lago existe um campo de cultivo de açúcar de bordo (Planta), facto que deu alguma fama ao local, a actividade é no entanto de pequena dimensão, tendo usualmente menos de 10 empregados em tempo integral, facto que justifica a sua dimensão, no entanto os produtos aqui feitos e que tem por base o açúcar de bordo são usados em todo noroeste de Novo Brunswick e do norte do Maine.
O acampamento existente à beira do lago permite que as classes escolares das escolas do Maine e de New Brunswick façam viagens de campo para visitar as instalações e observar a produção do açúcar. Aos visitantes são fornecidas amostras abundantes de Xarope de ácer recém-refinado e derramado sobre a neve e depois enroladas numa pequena vara para endurecer no ar frio.
Outros produtos disponíveis incluem jarras de xarope, xarope em casquinhas de sorvete, blocos de açúcar de bordo já duro.